# Stadhouderskade 80
Het complex Quartier Latin bestaat uit een kantoor en woonhuizen aan de Stadhouderskade/Singelgracht te Amsterdam-Zuid. Het is gelegen op de hoek van de Stadhouderskade 80 en Eerste van der Helststraat huisnummer 1-a. De naam Quartier Latin verwees daarbij naar de bijnaam die de wijk De Pijp kreeg, daarbij verwijzend naar Quartier Latin in Parijs. 
Het is een ongelukkige hoek in het straatbeeld van Amsterdam. In de late 19e eeuw was hier een metaalfabriek Brecht en Dyserinck gevestigd. In de nacht van 7 juli 1931 werd om 1:45 brand geconstateerd door een werknemer van de Heineken Brouwerij (aan de andere kant van de Eerste van der Helststraat). Het gebouw en het naastgelegen Stadhouderskade 81 brandde af. Restanten werden gesloopt en er kwam een opslagplaats van levensmiddelenbedrijf VANA. Dat gebouw verkrotte echter en raakte buiten gebruik. 
In de jaren negentig werd gekeken of er een betere invulling van die plaats gegeven kon worden. Tegelijkertijd liep er nog een nieuwbouw- dan wel renovatietraject in De Pijp. Het VANA-gebouw werd gesloopt en er verrees in 1999 een kantoorgebouw met daarbij huur- en koopwoningen. Het ontwerp was van architect Cees Dam. Alhoewel de appartementen flink in prijs waren, waren de wooneenheden vrijwel direct verhuurd/verkocht. In het kantoorgedeelte vestigde zich woningcorporatie Rochdale, die vanuit hier haar woningaanbod in Amsterdam-Zuid administreerde. In het begin van de 21e eeuw vertrok de woningbouwvereniging en in Heineken werd een nieuwe huurder gevonden; deze firma had onvoldoende ruimte in hun toch ook nieuwe kantoorgebouw aan Stadhouderskade 78-79. Opvallend aan de woningen is het gebruik van loggia's. De nauwte van de straten en de lucht- en geluidsvervuiling van het verkeer van de Stadhouderskade lieten geen balkons toe. De gevel aan de Stadhouderskade is daarbij van roodbruine baksteen, die van de woningen is geelgrijs. 